# Avanteira

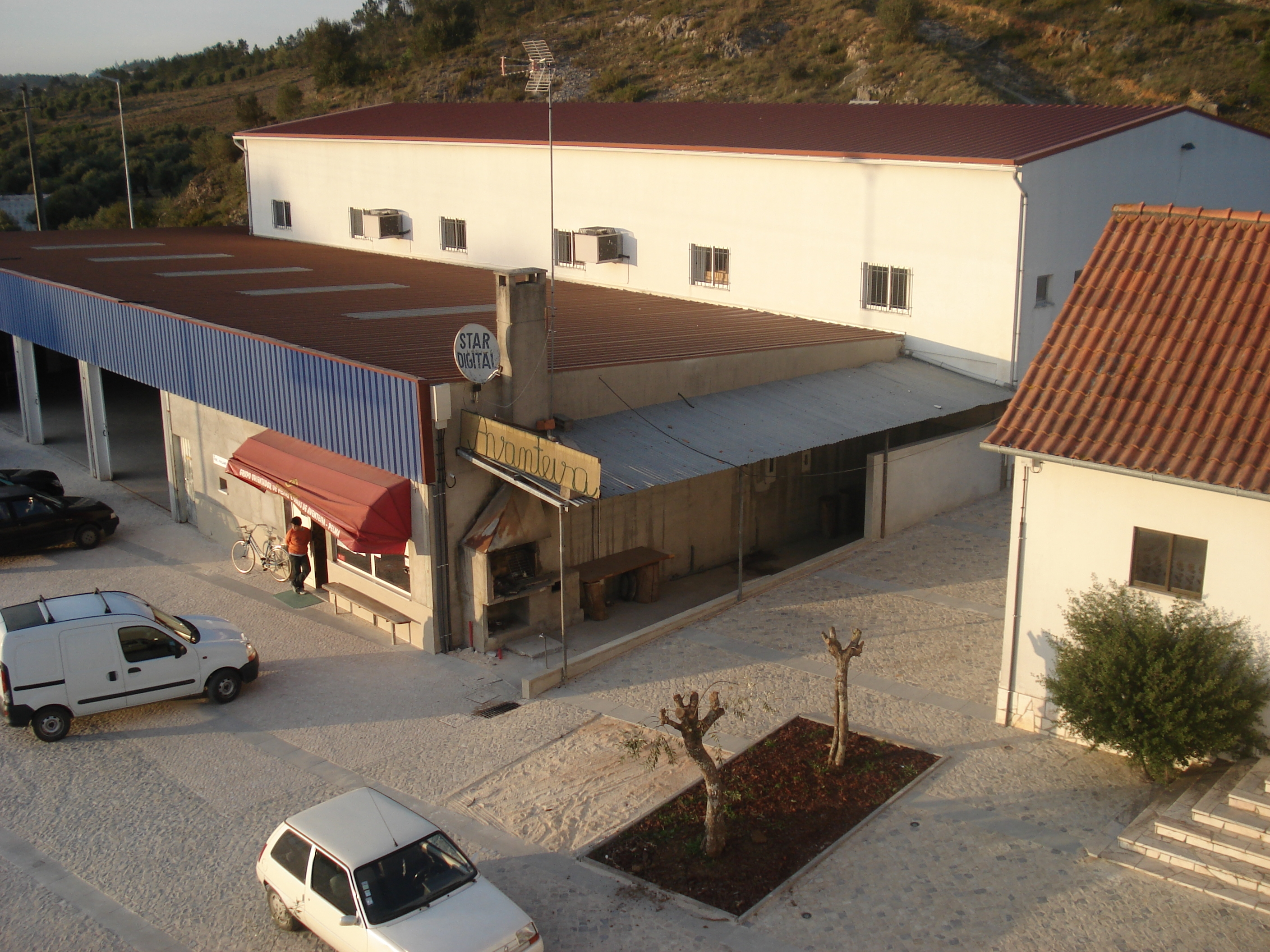
Avanteira

Avanteira é um lugar situado na freguesia de Pelmá, Município de Alvaiázere, em Portugal. 

## História
Como agregado da freguesia de Pelmá, terá sido ocupada pelos romanos no 1º século depois de Cristo, provado pela descoberta de várias moedas de ouro de tal época em escavações feitas no séc. XVIII. Conta-se também que parte delas ainda estarão enterradas na zona dos "Matos". Aquando do início do Reino de Portugal, foram criados aldeamentos a partir das cidades, e este lugar teve o nome "Aldeia de Vanteira" como primeira designação, tendo havido uma evolução fonética ao longo dos séculos (A Vanteira - Avanteira). 

## Moinho da Avanteira
No concelho de Alvaiázere  existiu, em tempos, um conjunto significativo de moinhos de vento. A maioria, construídos em madeira, tinham três rodas de pedra e, para apanhar a direção do vento ou para regular o andamento da mó, todo o seu corpo rodava em cima de um círculo, também feito
em pedra, movido pela força do moleiro que através de uma alavanca em madeira, o impulsionava. O moinho da Avanteira assume-se como uma estrutura um pouco diferente dos restantes da região: caracterizado por uma construção robusta em pedra, de forma cilíndrica, apresenta-se com 2 pisos: um rés-de-chão ligeiramente acima do solo e um outro piso em madeira ao qual se acede por uma escada interior, também em madeira. Este moinho (registado na década de 50 como moinho para “moagem de cereais  – função industrial”, foi comprado pelo Grupo Orientador de Festas e Obras de Avanteira , Pelmá , em setembro de 1993), mais do que a conservação de paredes, madeiras, pedras, cordas e panos, representa um acervo cultural imaterial precioso - todo um conhecimento de “saber fazer”, das técnicas de construção e da moagem, lendas, tradições e tradições orais que passam de pai para filho há gerações.

## Festas em honra de Santo Amaro
A capela de Santo Amaro é uma capela que foi construída com o esforço popular, e todos os anos, no primeiro fim de semana(e a segunda feira) de Agosto se realiza uma festa, em homenagem a Santo Amaro, padroeiro da Avanteira, festa organizada pelo Grupo Orientador de Festas e Obras da Avanteira( GOFOA).